# اریک فیربرن
اریک فیربرن (انگلیسی: George Eric Fairbairn; ۱۸ اوت ۱۸۸۸ – ۲۰ ژوئن ۱۹۱۵) قایقران روئینگ اهل پادشاهی متحد بریتانیای کبیر و ایرلند بود.